# 欽定回疆則例
《钦定回疆则例》简称《回疆则例》，是清朝嘉庆十六年（公元1811年）由理藩院徕远清吏司开始编纂的针对回疆等地区所制定的法规，对回疆等地政治制度、经济、宗教、司法等方面问题均做出了详细规定。并于道光年间进行过一次大型调整，道光版《回疆则例》共8卷134条。

## 背景
清政府确立了在新疆的统治地位后，设立伊犁将军开始管理南北疆各项事务，伊犁将军与驻札大臣、陝甘總督等官员上奏当地事务及建议，交由皇帝御批或交由军机处等部门议定。后因为军机处事务繁多，开始由理藩院兼办回部事务，乾隆二十七年，专门管理回部的军事及民事事务的徕远清吏司设立。在回疆的管理形式上是立法的形式对回疆地区进行管理，在筛选和完善当地旧有法规的基础上，将一些当地社会治理中出现的具体问题的臣工条奏认可并上升成法律。然而案件逐步增多，却没有可供徕远司参考的通行则例，徕远司不得不仅按照旧案比议的方式解决回疆出现的一切案件。这就导致了一些结果不合时宜、缺乏权威性，对清廷对回疆地区的统治也有伤害。

## 编撰过程
嘉庆十六年，理藩院开始编纂《蒙古律例》。在编纂过程中发现，有关回疆事务“积案繁多”，如果纂入《蒙古律例》中会导致“条款混淆”，所以在当年七月，理藩院上书建议另行编纂《回疆则例》，并提出由熟悉例案、通晓翻译的主事尼克通阿、岳禧二人承办所有应行纂入则例事件等事宜。嘉庆帝批准后，理藩院正式开始编纂《回疆则例》，由堂官托津、理藩院供事章甫、主事尼克通阿、岳禧等二十人草拟办理。嘉庆十九年（公元1814年）二月，《回疆则例》初版缮写完成并以汉语、满文、蒙古文三种文字黄册的形式上呈。嘉庆二十年（公元1815年），嘉庆帝批准了《回疆则例》的刊刻印刷颁发回疆地区且永远遵行，并决定十年一次开馆增纂。这时的则例署名则为当时的军机大臣、国史馆副总裁的赛尚阿以及吉伦泰、恩华、玉明等部院大臣。至此，回疆事务开始有例可循，此版本《回疆则例》共分为四卷。
道光三年（公元1823年）12月，理藩院对《回疆则例》开始进行一次修纂，道光六年（公元1826年），理藩院认为这次《回疆则例》修改并不多故决定暂缓刊刻。张格尔之乱平定后，道光帝为加强地方管理，于道光十三年开始对《回疆则例》进行大规模调整，新《回疆则例》于道光十七年正式颁行。道光二十三年（公元1843年）5月完成刊刻板片开始印刷。此版本内容有1卷原奏官衔以及8卷例文，满文及汉字共计18卷。咸丰年间仅有清内府抄本的四卷《理藩院修改回疆则例》。光绪九年（公元1883年），清政府开始在新疆设置州县，次年开始施行州县制，伯克制逐步废除，《回疆则例》不再全然适用。

## 性质及适用对象
早期学者在对《回疆则例》的研究中将其简称为《回律》并成为约定俗成的用法。后有学者因则例与律在性质上有所不同，认为这种称谓不确切也不规范。有学者简称其为《回例》，但因“回例”在一些文献中专指维吾尔习惯法，使用此简称会造成国家制定法和民间法的混淆。关于《回疆则例》的性质的看法并不统一，其观点分别由认为《回疆则例》是一部单行行政法规，是单行刑事法规，是民族行政立法或是一部有关民族自治地区的综合性法规。“回疆”在清朝指的是今维吾尔族先民回部所聚居的南疆地区，但《回疆则例》适用范围除了回疆地区的维吾尔族先民外，适还包括哈萨克人、甚至大小金川的藏人等民族。

## 法源及内容
道光年版《回疆则例》由嘉庆年版的4卷增至8卷，条文从89条增至134条，其中分别为原例保留26条，修改65条，修并9条，删除4条，增纂5条，续纂卷7和卷8共38条。条款内容主要来自皇帝的谕旨以及皇帝批准的臣工条奏。
《回疆则例》在制度上确定了伯克制为主的原则，134条条文中有54条是对伯克制的规定。《回疆则例》确定了伯克制的辖区、任用、升迁、品级划分、待遇、禁限以及为避免贪腐问题的出现而制定的相关政策。《回疆则例》在经济贸易上确定了内外有别的原则，在内部管理上首先规定了负责管理农作物及当地市集中伯克的名称和职责以及具体管理内容。也通过改铸货币为铸有乾隆通宝等字样的新疆红钱，确定了其与当地的价值等方法统一了买卖标准，同时确定了税制、赋役、贸易等方面的管理规定，在对外贸易政策上规定了回疆藩夷进出贸易施行免税政策，而赴藩外贸易的话则禁限给票。《回疆则例》在宗教上为了减少伊斯兰教在当地的影响，除了禁止阿訇干预政治事务外，专门设立伯克管理宗教事务以及教习念经馆务等事务。并明确规定“禁止诵念黑经”、“慎选回子阿訇”。不过在民事事务上，阿訇的权利得以保留，依据《古兰经》和《圣训》为法律的“喀孜法庭”在解决民事纠纷上起了不小的作用。在处理民族关系上，《回疆则例》确定了汉回分治的原则。为避免各民族共谋推翻中央统治，清廷在回疆地区施行民族隔离政策，在各地修建“满城”、“汉城”、“回城”。《回疆则例》中规定了回汉禁止通婚，若有擅娶回妇的则按例定罪，监视汉人在新疆的经商，每月检查各城人口等具体实施民族隔离政策的内容。

## 近现代出版版本及展出
1988年，中国社会科学院中国边疆史地研究中心主编的中国边疆史地资料丛刊中将道光二十三年理藩院刊本《钦定回疆则例》收录。2012年，《钦定回疆则例》作为“故宫博物院清代新疆文物珍藏展”的一部分在新疆维吾尔自治区博物馆展出。